# 伊達邦春
伊達 邦春（だて くにはる、1922年3月26日 - 2000年4月24日）は、日本の経済学者。
東京出身。早稲田大学政治経済学部卒、同大学院経済学研究科修了。1950年早稲田大学政治経済学部専任講師。助教授、教授となり、1992年定年、名誉教授となる。1997年勲三等旭日中綬章受勲。

## 著書
- 『経済変動論』評論社 1957
- 『経済はなぜ変動するか』講談社現代新書　1970
- 『シュンペーター』経済学者と現代 日本経済新聞社 1979
- 『価格理論.』同文館出版 近代経済学双書 1981
- 『シュンペーターの経済学』創文社 1991
- 『シュンペーター・企業行動・経済変動』早稲田大学出版部 1992

### 共編著
- 『理論経済学講義』大熊一郎共編 青林書院新社 1970
- 『近代経済学を学ぶ』大石泰彦共編 有斐閣選書　1972
- 『経済学問題演習 厳選』田中駒男,柏崎利之輔共著 中央経済社 1974
- 『図説経済学体系 2 経済原論』柏崎利之輔共著　学文社　1974
- 『基礎経済学大系 1 経済学』田中駒男共編 青林書院新社 1976
- 『シュンペーター経済発展の理論』玉井龍象、池本正純共著 有斐閣新書 古典入門　1980
- 『理論経済学』大熊一郎共編 青林書院新社 1983
- 『近代経済学』編著 八千代出版 基本経済学シリーズ 1993
- 『マクロ経済学』編著 八千代出版 基本経済学シリーズ 1993
- 『ミクロ経済学』編著 八千代出版 基本経済学シリーズ 1993
- 『現代政治経済学テキスト』編 中央経済社 1997
- 『これが人生さ』伊達寿美子共著 三嶺書房 1997

### 翻訳
- R.V.クレメンス, F.S.ドーディ『シュムペーター経済学入門』監訳 ダイヤモンド社 1956
- W.J.ボーモル『企業行動と経済成長』小野俊夫共訳 ダイヤモンド社 1962
- E.J.ミシャン『経済学21の俗説 こんな"常識"がまかり通っている』山岡道男共訳 日本経済新聞社 1977

### 記念論文集
- 『経済学の諸問題:理論・分析と思想 伊達邦春教授古稀記念論文集』八千代出版 1992
- 『経済理論と計量分析 伊達邦春教授古稀記念論文集』大石泰彦,福岡正夫編 早稲田大学出版部 1992

## 論文
- <伊達邦春